# Stefano Viali
Stefano Viali (Roma, 12 aprile 1963) è un attore e regista italiano.
Vincitore nel 2005 di un David di Donatello (ex aequo) per il miglior cortometraggio: Lotta Libera, oltre a numerosi altri riconoscimenti tra cui due Menzioni speciali ai Nastri d'argento: per la Qualità tecnica e narrativa di Lotta Libera e per il Soggetto del cortometraggio Forme.

## Biografia
Dopo aver conseguito la maturità scientifica presso il Liceo A. Avogadro nel 1981, ha debuttato in teatro come regista e attore nel 1982 con lo spettacolo Omaggio a Petrolini (selezionato dalla critica fra le novità italiane 81/82). Da giovane conosce Paolo Panelli che lo introduce nel mondo del cinema e del teatro. Con Paolo Panelli idea nelle stagioni 1983/1984 e 1984/1985 Quarant'anni di scenette  e Per Quanto. Nel 1985 è stato uno dei fondatori della Cooperativa Società per Attori (Teatro della Cometa - Roma) con la quale ha realizzato ed interpretato numerosi spettacoli: Camere da Letto, Confusioni, In Cucina di Alan Ayckbourn; La Sala da Pranzo di A. R. Gurney; Pasta di Tom Griffin; Terapia di Gruppo di Chrisopher Durang; L'Atelier di Jean Claude Grumberg; Angeli in America. Ha partecipato a diversi Film in Italia e in Germania come protagonista. Tra le sue collaborazioni con registi francesi e israeliani si annoverano Charles Tordjman, Michael Gurevitch, Daniel Horowitz, Mamadou Dioume,  Tapa Sudana, Hassan Kouyaté (della compagnia di Peter Brook). Nel 2003/4/5 è il protagonista de La Casa degli Spiriti, di Isabelle Allende regia di Claudia Della Seta e Glenda Sewald. Nel 2006 è uno dei protagonisti de La Tenda Rossa di Anita Diamant, regia di Claudia Della Seta e Ze'ev Kelaty. Dal 2003 al 2011 appare in Distretto di Polizia nel ruolo di Aldo Boni capo della polizia scientifica. 
Come regista ha diretto in Teatro i seguenti spettacoli: Omaggio a Petrolini di E. Petrolini; L'Uccellino Azzurro di Maurice Maeterlinck; Kvetch di Steven Berkoff (I Premio alla Rassegna Teatro-Scuola di Carlentini (SR); L'Estate di Avia di Gila Almagor; Il Cerchio di Gesso del Caucaso di Bertolt Brecht. Ha diretto nel '98: Il Giardino d'Infanzia di Riki di David Grossman, prodotto da Franco Clavari per il Teatro della Comunità, un progetto che ha unito l'esperienza come regista e l'insegnamento della pedagogia teatrale. Ha ideato e diretto (insieme ad Alessandra Panelli) per la Compagnia Diverse Abilità: Il Viaggio di Nessuno tratto dall'Odissea - Stazione Ostiense di Roma, aprile 1999, e nel 2000 Ha! Ta-Yooo tratto da La Conferenza degli Uccelli di Farid Uttin Attar.  Nel dicembre del 2001 ha diretto: La Foresta Pazza di Caryl Churchill. Nel 2013 ha diretto presso il Teatro dell'Orologio di Roma lo spettacolo bilingue: NO di Denis Baronnet e Sara Clifford.
Come regista cinematografico dirige ed interpreta Lotta Libera  (15'), shortmovie in 35 mm, selezionato come unico corto italiano al 55. Internationale Filmfestspiele Berlin-20. Lotta Libera vince il David di Donatello nel 2005 per il miglior cortometraggio italiano e riceve una Menzione Speciale ai Nastri d'argento 2005 per Qualità tecnica e Narrativa
Nel 2006, ha girato il docu-fiction in minidv The Hidden Gendercide (7') (13') shortmovie in 35 mm per il quale riceve la Menzione Speciale ai Nastri d'argento 2007 per il Soggetto. 
Nel 2008 ha girato Un'Infermiera di nome Laura (25') DVC proHD.
Nel 2011 ha girato Storia di un naufragio – Canto per Migranti (13') MiniDV
Nel 2012 è regista di NOVideo Clip della omonima canzone di Denis Baronnet e Jerome Castel
Nel 2014/2015 dirige insieme a Francesca Pirani Shooting Beo documentario (80')  Full HD - Colore
Nel 2015 dirige Fatti Osceni in Luogo Pubblico (15') 2K – Colore – Scope
Sta preparando il suo primo lungometraggio.
Dal 1991 al 2004 ha diretto un laboratorio teatrale presso il Liceo Classico Ginnasio Giulio Cesare come docente di formazione dell'attore e di drammaturgia della messa in scena. Ha partecipato ad un progetto molto ampio e articolato proposto dalla commissione europea in relazione al Bando "Horizon" fra l'Italia, la Francia e la Spagna, che per due trienni (1995/1997- 1998/2000) ha favorito il sostegno e la creazione di nuove imprese a carattere occupazionale in favore delle fasce svantaggiate. Un percorso formativo, didattico, artistico e socio-educativo assai ricco di collaborazioni e di risultati, fino al raggiungimento del principale obiettivo, cioè la costituzione di una Compagnia Teatrale Integrata a carattere stabile e professionale (con statuto di cooperativa sociale) di cui è il presidente denominata “Diverse Abilità”. Dal 2003 collabora come docente alle iniziative del CTE (Centro Teatro Educazione) dell'Ente Teatrale Italiano.

## Filmografia

### Teatro

#### Attore
- Omaggio a Petrolini, regia di Ettore Petrolini e Stefano Viali (1981/82). Selezionato dalla Critica fra le Novità Italiane dell'anno.
- Candido, regia di Camilla Migliori (1981/82).
- Quarant'anni di scenette, regia di Paolo Panelli (1983/84).
- Per Quanto, regia di Paolo Panelli (1984/85).
- Camere da letto, regia di Giovanni Lombardo Radice (1985/86).
- Carolina del Peccato, di Riccardo Reim e Aldo Trionfo, regia di Riccardo Reim (1987/88).
- Confusioni, di Alan Ayckbourn, regia di Giovanni Lombardo Radice (1987/88).
- In cucina, di Alan Ayckbourn, regia di Giovanni Lombardo Radice (1990/91).
- Sala da pranzo di A.R. Gurney Jr., regia di Giovanni Lombardo Radice (1990/91)
- L'albero di Jonas, regia di Charles Tordjman (1991/92).
- Pasta, di Eugene Durif, regia di Giovanni Lombardo Radice (1991/92).
- Terapia di gruppo, di Christofer Durang, regia di Patrick Rossi Gastaldi (1992/93).
- Il lavoro di vivere, di Hanoch Levin, regia di Michael Gurevitch (1992/93).
- Lotta libera, di Valeria Moretti, regia di Ennio Coltorti (1992/93).
- L'atelier, di Jean Claude Grumberg, regia di Patrick Rossi Gastaldi (1993/94).
- Anton, di Daniel Horowitz, regia di Daniel Horowitz. (1994/95).
- Il fatto miracoloso di Galatina, di Claudia Della Seta e Daniel Horowitz, regia di Daniel Horowitz. (1994/95).
- La Casa degli Spiriti, adattamento Claudia Della Seta e Nili Agassi, regia di Claudia Della Seta e Glenda Sewald  (2003/04/05).
- La Tenda Rossa, di Anita Diamant, regia di Claudia Della Seta (2003/04/05).
- Migration Review, di Daniel Horovitz, regia di Daniel Horovitz (2007/08).
- Monteddio, di Daniel Horovitz, regia di Daniel Horovitz (2008/09).
- Un posto luminoso chiamato giorno, di Tony Kushner, regia di Tony Kushner (2008/09).
- La presa del potere di Cosimo De Medici, adattamento di Lorenzo d'Amico De Carvalho e Marco Messeri, regia di Lorenzo d'Amico De Carvalho (2014/15).
- Il bambino sogna, di Hanoch Levin, regia di Claudia Della Seta (2015).
- La Casa degli Spiriti, regia di Claudia Della Seta e Glenda Sewald  nuova edizione (2015).

#### Regista
- Omaggio a Petrolini,  (1981/82).
- Provando l'uccellino Azzurro, (1991/92).
- L'estate di Avia, (1992/93).
- Scritti e Corsivi, (1992/93).
- Tempi Duri, (1993/94).
- Il giardino d'infanzia di Riki, (1995/96).
- Kvetch, (1995/96).
- Lunedì e Venerdì ore 14.30, (1995/96).
- Dido and Aeneas, (1995/96).
- Il cerchio di gesso del Caucaso, (1995/96).
- Il giardino d'infanzia di Riki, (1997/98).
- Percorsi… Teatrali, (1997/98).
- Il viaggio di Nessuno, (1998/99).
- Il viaggio, (1998/99).
- HA! TA YOOO, (1999–2000).
- La foresta pazza, (2000/01).
- Tre per un topo, (2005/06).
- No, (2012/13).
- Una serata in famiglia, (2012–2016).
- Il Renitente, (2014/15).

### Cinema

#### Attore
- Sing Sing, regia di Sergio Corbucci (1983)
- La Messa è finita, regia di Nanni Moretti (1985)
- L'odio, episodio di L'alfabeto del cuore, regia di Enzo Capua (1990)
- La fine è nota, regia di Cristina Comencini (1992)
- La vera vita di Antonio H., regia di Vincenzo Monteleone (1993)
- Sans Souci, Regia di Stefano Voltaggio, (1994)
- Todlische Geld, Regia di Detef Vogel, interpreta il prete (1994)
- Bluff, cortometraggio, Regia di Alessandro Colizzi, interpreta il marito (1994)
- Spoke Song, short movie, Regia di Dee Ryding, interpreta il protagonista. (1995)
- The Eighteenth Angel, Regia di Bill Bindley. (1996)
- Klara Hochzeit, Regia di Helmut Christian Gorlitz. (2001)
- Eden, Regia di Fabio Bonzi. Interpreta Salvatore e 1° Assistente alla Regia  (2003)
- Lotta Libera, cortometraggio,  Regia di Stefano Viali. Interpreta Francesco (2004)
- Undercover, Regia di Sabine Boss. (2005)
- Oltre La Linea più Veloce, Regia di Paolo Geremei. Interpreta il padre (2015)
- Per Anna, cortometraggio, Regia di Andrea Zuliani. Interpreta il padre (2015)
- Il più grande sogno, Regia di Michele Vannucci. Interpreta l'assessore (2016)
- The Eighteenth Angel, Regia di Bill Bindley. (1996)
- I'M, Regia di Anne Riitta Ciccone. Interpreta il discografico. (2016)
- Gli anni belli, regia di Lorenzo d'Amico de Carvalho (2022)

#### Regista
- Martedì … Matematica,cortometraggio (2003)
- Lotta Libera, cortometraggio (2004) David di Donatello 2005 e Menzione Speciale ai Nastri d'argento per la qualità tecnica e narrativa
- The Hidden Gendercide, docufiction (2006)
- Forme,  cortometraggio (2007) Menzione Speciale ai Nastri d'argento 2008 per il soggetto
- Un'infermiera di nome Laura, cortometraggio (2008)
- Storia di un Naufragio – canto per migranti, docufiction, (2011)
- NO, video clip, (2012)
- Fatti Osceni In Luogo Pubblico, cortometraggio (2015)
- Shooting Beo,  documentario(2015)

## Televisione
- Al Paradise 2, Varietà,  regia di Antonello Falqui.18 puntate. (1984). Raiuno
- Frikadelle Tagliatelle, serie TV regia di Christian Görlitz. Interpreta il protagonista. (1990). Presa diretta tedesco  DE ARD
- Nicholas' Gift, serie TV regia di Robert Markowitz. (1998). Canale 5.
- Mia per sempre, serie TV regia di Giovanni Soldati.(1998). Raiuno.
- La vita che verrà, serie TV regia di Pasquale Pozzessere. (1998) Rai 2
- Klaras Hochzeit, Film TV regia Christian Görlitz. (2001) Presa diretta tedesco DE, AT
- Cuore contro cuore, serie TV, regia di Riccardo Mosca. (2004). Canale 5
- Crimini bianchi, serie TV, regia di Alberto Ferrari. (2008). Canale 5
- Distretto di Polizia 3-11, serie TV registi vari. (2003-2011). Canale 5
- Rex 6, serie TV regia di Marco Serafini. Raiuno. (2014).
- Provaci ancora Prof! 6 , serie TV regia di Enrico Oldoini e Francesca Marra. (2015) Raiuno
- La Dottoressa Giò 3 - Il ritorno, serie TV regia di Antonello Grimaldi. (2019) Canale 5
- Che Dio ci aiuti 7 serie TV regia di Francesco Vicario e Isabella Leoni. (2023) Raiuno
- L'Amica geniale 4, serie TV Regia di Saverio Costanzo e Laura Bispuri. (2024) HBO Raiuno
- The Leopard (Il Gattopardo), serie TV Regia di Tom Shankland e Laura Luchetti (2024) Netflix

## Radio
- Varietà, varietà , regia di Federico Sanguigni Radio 1 (1985-86-87).
- Da Via Panisperna a Los Alamos, regia di Anna Maria Giordano (1998).
- La storia in giallo, regia di Adalberto Fei. Radio 3.  (2003).